# Niveau sonore émis par un marquage routier

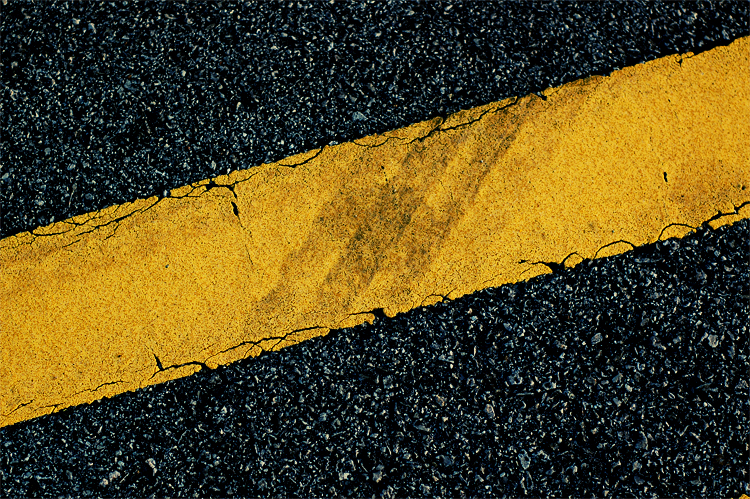
Marque routière

Un essai, normalisé au niveau européen, permet d’évaluer sur site spécifique le niveau sonore émis par un marquage routier.
Le roulement des pneumatiques sur le revêtement de la route produit un bruit qu’il convient de réduire. Le passage sur un marquage routier peut produire un son distinctif utile qui informe les conducteurs qu'ils roulent sur la limite d'un secteur de chaussée.
L'essai permet d'évaluer et d’analyser cette émission sonore, afin de connaître son niveau et son émergence dans les bruits que produit le véhicule.

## Paramètres
L’essai se réfère aux notions ou paramètres suivants :
- pression acoustique (niveau équivalent pondéré ou niveau équivalent par tiers d’octave) ;
- niveau acoustique d’exposition (pondéré ou par tiers d’octave).

## Descriptif
L’essai permet de déterminer, pour une voie donnée, la différence entre les niveaux sonores émis lorsqu’un véhicule circule sur la chaussée et lorsqu’il circule sur le marquage. Il est fait sur un site répondant à des conditions environnementales et climatiques spécifiées.

## Mode opératoire
Les conditions de mesurage dans l’habitacle et à l’extérieur sont également spécifiées.